# Osuga
Osuga (rusky Осуга) je řeka ve Tverské oblasti v Rusku. Je dlouhá 167 km. Plocha povodí měří 2410 km².

## Průběh toku
Pramení na Valdajské vysočině a na svém toku vytváří velké zákruty. Ústí zprava do Tverce.

## Vodní režim
Zdrojem vody jsou převážně sněhové srážky. Průměrný průtok vody činí přibližně 17 m³/s. Zamrzá v listopadu a rozmrzá v dubnu.

## Fauna
Je splavná pro vodáky. Na řece leží město Kuvšinovo.